# 더 나이트 비포
《더 나이트 비포》(영어: The Night Before)는 미국에서 제작된 조너선 러빈 감독의 2015년 크리스마스 코미디 영화이다. 대마가 주요 소재로 등장한다. 세스 로건, 조지프 고든레빗, 앤서니 매키가 주인공인 세 절친 역으로 출연하였다.

## 줄거리
2001년 12월 이선이 교통사고로 부모님을 한꺼번에 잃으며 고아가 되자 아이작과 크리스는 매년 크리스마스 이브를 이선과 함께 보내기로 한다.
2015년 현재 크리스는 유명 미식축구 선수이고, 결혼한 아이작은 애 아빠가 될 예정이며, 이선은 고전 중인 음악가이다. 사실 크리스는 스테로이드를 쓰고 있으며, 아이작은 아버지가 되는 걸 두려워하고, 이선은 성공할 가망이 없다. 이들은 이번 크리스마스를 끝으로 그간의 전통을 끝내기로 한다.
아이작의 아내 베치는 친구들과 보내는 마지막 크리스마스 이브를 충분히 즐기라며 아이작에게 환각 버섯와 코카인을 선물한다. 한편 크리스는 고등학생 시절 이들이 대마를 구매하곤 했던 마약상인 그린 씨에게 오랜만에 연락해 대마를 사지만 팬이라고 주장하는 여성에게 빼앗기는 등 한바탕 소동을 겪는다.
이들은 이선이 일을 하다가 우연히 발견해 훔친 입장권으로 오랫동안 고대했던 넛크래커 볼에 가기로 한다. 사실 이 무도회를 연 건 그린 씨로, 날개를 되찾기 위해 이들을 도와주고 있던 천사이다.

## 출연
- 세스 로건 - 아이작 그린버그 역
- 조지프 고든레빗 - 이선 밀러 역
- 앤서니 매키 - 크리스 로버츠 역
- 리지 캐플런 - 다이애나, 이선의 전 여자친구 역
- 민디 케일링 - 세라, 다이애나의 친구 역
- 질리언 벨 - 베치 그린버그 역
- 마이클 섀넌 - 그린 씨 역
- 로레인 투산트 - 로버츠 부인 역
- 제이슨 맨주커스 - 나쁜 산타 1 역
- 제이슨 존스 - 나쁜 산타 2 역
- 일라나 글레이저 - 리베카 그린치 역
- 트레이시 모건 - 해설자 / 산타클로스 역
- 랜들 박 - 이선의 상사 역
- 헐레이너 요크 - 신디 역
- 에런 힐 - 토미 오언스 역
- 배런 데이비스 - 본인 역
- 제임스 프랭코 - 본인 역
- 마일리 사이러스 - 본인 역

## 같이 보기
- 크리스마스 영화 목록